# Euphorbia colligata
Euphorbia colligata är en törelväxtart som beskrevs av Victor W. Steinmann. Euphorbia colligata ingår i släktet törlar, och familjen törelväxter. Inga underarter finns listade i Catalogue of Life.